# Atypus muralis
Espèce
Atypus muralis est une espèce d'araignées mygalomorphes de la famille des Atypidae.

## Identification
Taille du corps : male 7-9 mm, femelle 10-16 mm. Prosoma brun rouge à brun foncé, brun foncé chez la femelle. Opisthosoma noir velouté, gris-brun. Filières postérieures caractéristiques, composées de 4 segments. Pattes brun rouge à brun foncé. 
Tube de capture 1/4 au-dessus  sol, tube de retraite souterrain de 35-80 cm.
Maturité des mâles de juin à août.

## Distribution
Cette espèce se rencontre de l'Europe centrale(Allemagne, Suisse et Italie) à l'Asie centrale.

## Habitat
Pelouses sèches rases substeppiques.

## Mode de vie
Mygale coloniale qui cohabite parfois avec les autres Atypus, comme dans le Tyrol du Sud où les Atypus affinis, piceus et muralis peuvent être observées dans la même localité. Atypus muralis enfonce profondément son tube de soie dans le sol, parfois jusqu'à près de 1 m. Les Atypus muralis sont plus agressives que les Atypus piceus et Affinis. La toxicité du venin des Atypus est méconnue. 

## Publication originale
- Bertkau, 1890 : Das Weibchen einer vierten deutschen Atypus-Art. Verhandlungen des Naturhistorischen Vereines der preussischen Rheinlande und Westphalens, vol. 47, p. 76-77.